# Chủ nghĩa cấu trúc
Trong xã hội học, nhân loại học và ngôn ngữ học, chủ nghĩa cấu trúc hay cấu trúc luận (tiếng Anh: structuralism) là phương pháp luận cho rằng muốn hiểu các yếu tố của văn hóa loài người thì phải nghiên cứu theo hướng xem chúng có mối quan hệ trong cùng một hệ thống hoặc cấu trúc bao quát hơn. Phương pháp này làm sáng tỏ cấu trúc đóng vai trò nền tảng cho tất cả những gì con người làm, suy nghĩ, nhận thức và cảm nhận. Mặt khác, theo triết gia Simon Blackburn, chủ nghĩa cấu trúc là "niềm tin rằng [chúng ta] sẽ không thể hiểu được các hiện tượng trong đời sống con người từ phi thông qua [tìm hiểu] các mối quan hệ của chúng.
Chủ nghĩa cấu trúc ở Âu châu phát triển vào đầu thập niên 1900, chủ yếu là ở Pháp và Nga, biểu hiện trong ngôn ngữ học cấu trúc của Ferdinand de Saussure và sau này là của các trường phái ngôn ngữ học ở Praha, Moskva và Copenhagen. Vào cuối những năm 1950 và đầu những năm 1960, khi ngôn ngữ học cấu trúc phải đối mặt với những thách thức nghiêm trọng từ những người ủng hộ Noam Chomsky và do đó lu mờ dần tầm quan trọng thì một loạt các học giả nhân văn học đã mượn các khái niệm của Saussure để sử dụng trong các lĩnh vực nghiên cứu tương ứng của họ. Nhà nhân chủng học người Pháp Claude Lévi-Strauss được cho là học giả đầu tiên, khơi nên mối quan tâm rộng khắp đối với chủ nghĩa cấu trúc.
Phương pháp luận cấu trúc được áp dụng trong nhiều lĩnh vực khác nhau, bao gồm nhân loại học, xã hội học, tâm lý học, phê bình văn học, kinh tế học và kiến trúc. Các nhà tư tưởng nổi bật nhất của chủ nghĩa cấu trúc là Claude Lévi-Strauss, nhà ngôn ngữ học Roman Jakobson và nhà phân tâm học Jacques Lacan. Với tư cách là một trào lưu học thuật, chủ nghĩa cấu trúc ban đầu được coi là kế thừa chủ nghĩa hiện sinh. Tuy nhiên, vào cuối thập niên 1960, nhiều nguyên lý cơ bản của chủ nghĩa cấu trúc phải đối mặt với một làn sóng tấn công từ các trí thức chủ yếu từ Pháp như triết gia và sử gia Michel Foucault, triết gia Jacques Derrida, triết gia Marxist Louis Althusser và nhà phê bình Roland Barthes. Mặc dù trong công việc nghiên cứu của những nhà lý luận này có những phần đoạn liên quan tất yếu đến chủ nghĩa cấu trúc nhưng người ta thường gọi họ là những nhà hậu cấu trúc. Vào thập niên 1970, chủ nghĩa cấu trúc tiếp tục bị chỉ trích vì tính cứng nhắc và phi lịch sử. Cho dù vậy, nhiều người chủ trương chủ thuyết này, chẳng hạn Jacques Lacan, tiếp tục khẳng định tầm ảnh hưởng của chủ nghĩa cấu trúc đối với nền triết học lục địa châu Âu, và nhiều giả định mang tính nền tảng đưa ra bởi các nhà hậu cấu trúc là sự nối tiếp của chủ nghĩa cấu trúc.